# سیارک ۲۲۴۹۰
سیارک ۲۲۴۹۰ (به انگلیسی: 22490 Zigamiyama، نامگذاری:1997GB26)۲۲۴۹۰مین سیارک کشف شده‌است که در ۱۱ آوریل ۱۹۹۷ کشف شد.